# Смирнов Микола Миколайович
 Смирнов Микола Миколайович (1938 — 2005) — російський художник 20 століття, майстер реалістичного натюрморту.

## Життєпис
Походив з дворянської родини Оленіних з боку матері. І батько, і матір майбутнього художника були заарештовані і відбували безвинне покарання за часів сталінського режиму. Мати перебувала в тюрмі півтора року, але вражена жахами радянського ув'язнення з його побоями, приниженням людської гідності і аморалізмом працівників НКВС, пам'ятала про це все життя. Вона була серед тих, хто свідомо не плакав і не жалкував по смерті тирана в березні 1953 року. Аби підсилити економічний тиск на матір та родину «ворога народу», по закінченні ув'язнення їй було заборонено працювати в низці радянських офіційних установ чи посідати будь-які керівні посади. Вона мала за часів Сталіна «вовчий квиток». Таким чином родина примусово була переведена на жебрацький рівень життя. Миколу Смірнова немовлям перевезли в радянський дитячий будинок, хоча була жива бабуся, котра благала віддати онука їй. Лише з часом хворого на дизентерію онука віддали наполегливій бабці, котра домоглася повернення онука їй.
Дитинство Микола провів у бабусі, котра зберігала чимало речей доби сецесії. Аби не жебракувати, колишня дворянська родина розпродавала побутові речі та книги приватної бібліотеки та перебивалась мізерними заробітками.
Спілкування з нею та старовинними речами, нерадянськими за формами і ідейним спрямуванням, ймовірно, вплинули на вибір нетипового для радянського юнака фаху. Микола Смірнов став не льотчиком, не радянським міліціонером, не колгоспним комбайнером, а фаховим мистецтвознавцем. За спогадами, він таки зробив спробу влаштуватися в художню школу, але провалив іспит. Бо син «ворога народу» не знав наочно, що таке радянський піонерський табір, куди не мав доступу. Темою малюнку на іспитах в художнє училище був якраз радянський піонерський табір. За спогадами, він плакав і покидав пензлі. Але малював вдома. Багато читав і добре пам'ятав розповідь по художника доби раннього відродження Донателло.
Роками працював в художньому музеї, в державному радянському видавництві, що друкувало літературу по мистецтву.
Тісне спілкування роками з картинами старих майстрів, їх аналіз і дослідження мали свої наслідки. У віці 39 років він вдруге узявся за пензлі і почав малювати, спираючись на досконалі знання ґрунтів, техніки олійного живопису майстрів минулого, європейських мистецьких стилів. Специфічна галузь, яка полонила митця-аматора (систематичної художньої освіти художника Микола Смірнов не мав) — був історичний натюрморт.
Вже перша персональна виставка митця в Домі архітектора (1973 р.) дала Смірнову визнання, прихильників творчості і упевненість, що художню творчість слід продовжувати. Далі буде черга персональних виставок в СРСР та за його межами. У митця швидко з'явилося могутнє коло закордонних шанувальників, що купували твори Смірнова і вивозили за кордон. В СРСР картини митця купувати не поспішали через відсутність у художника картин в стилі соціалістичний реалізм, непопулярну тематику без зображень будівельників «комуністичного завтра» і відверту аполітичність. До того ж Міністерство культури СРСР не гарантувало художникові, що його твори передадуть до центральних музеїв чи потраплять у експозицію. Це обумовило нерадянську позицію художника, котрий вважав, що картини слід передавати тим, хто забезпечить їм найкращі умови зберігання і експонування. Все це було гарантовано за кордонами СРСР.
Нечасто художник мав державні замовлення. Так, картина " Пушкінські сторінки " була створена на замову Міністерства культури СРСР. Але сам автор не мав прав на виїзд за кордон і про золоту медаль на виставці в Японії (присуджену картині «Пушкінські сторінки») дізнався лише з радянських газет, як і про успіх його картин там — взагалі.
- Картина — натюрморт М. М. Смірнова «Пушкінські сторінки» отримала золоту медаль на виставці в Японії.

- Картина — натюрморт М. М. Смірнова «Бабусини романси» у 1985 році була визнана міжнародним журі Найкращою картиною року.

## Виставки
- 1973, Будинок архітекторів, Москва
- 1984, Швейцарія
- 1986, Німеччина
- 1987, Франція
- 1987, Японія
- 1990, США

## Художня манера. Феномени

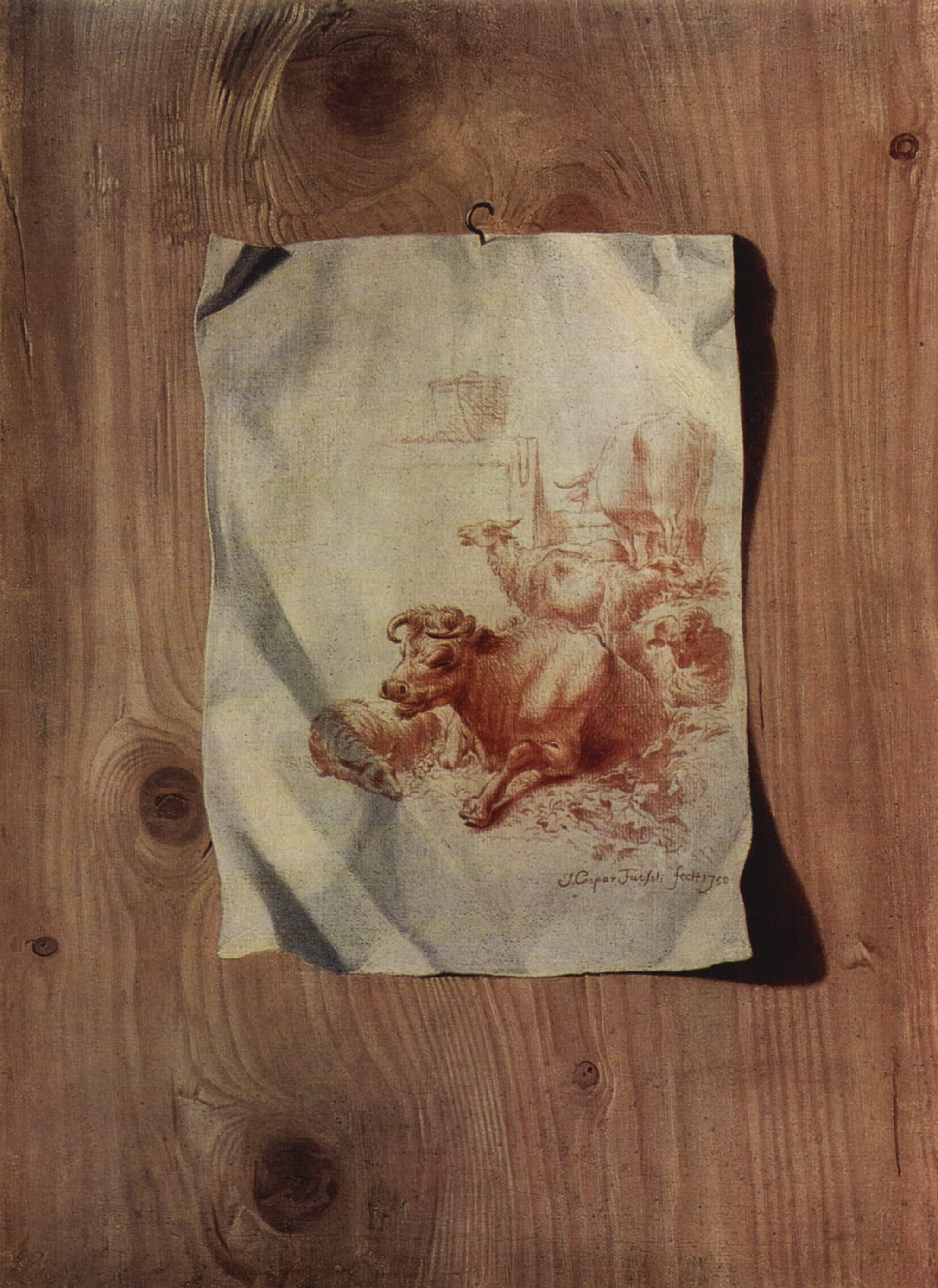
Йохан Генріх Фюслі, Натюрмлрт з малюнком, 1750 р. Ермітаж.

Мистецькими орієнтирами для митця були твори художників Франції, Голландії та Німеччини. Як художник працював повільно і довго. Бо використовував техніку темпери та мініатюрного письма, техніки примхливої і копіткої. Миколі Смірнову належала роль відновлення в російському мистецтві жанру тромплей. І це, попри те, що перші картини майстра були невеликими за розмірами. Основою картин обирав сухі дерев'яні панелі. З часом розширилося коло тем, які розв'язував і інтерпретував художник, не виходячи з жанрових меж натюрморту. Нові теми спонукали до експериментів з форматом картин (горизонтальний, вертикальний, квадратний), але він завжди досить спокійний, ніколи не артистично-ефектний. Над одним твором міг працювати по одному-два роки, вдосконалюючи композицію та досягаючи художніх ефектів, далеких від імпресіонізму, фовізму, постмодернізму. В цьому йшов паралельним шляхом з нонконформіськими пошуками нерадянського за тематикою та стилістикою художника Олександра Ісачова. Але Микола Смірнов створив тільки шістдесят вісім (68) картин за життя на відміну від Ісачова, тоді як останній мав значну творчу продуктивність. Схожість їх доль лише в тому, що вони рано отримали визнання за кордоном, а більшість їхніх творів прикрасила закордонні приватні зібрання.

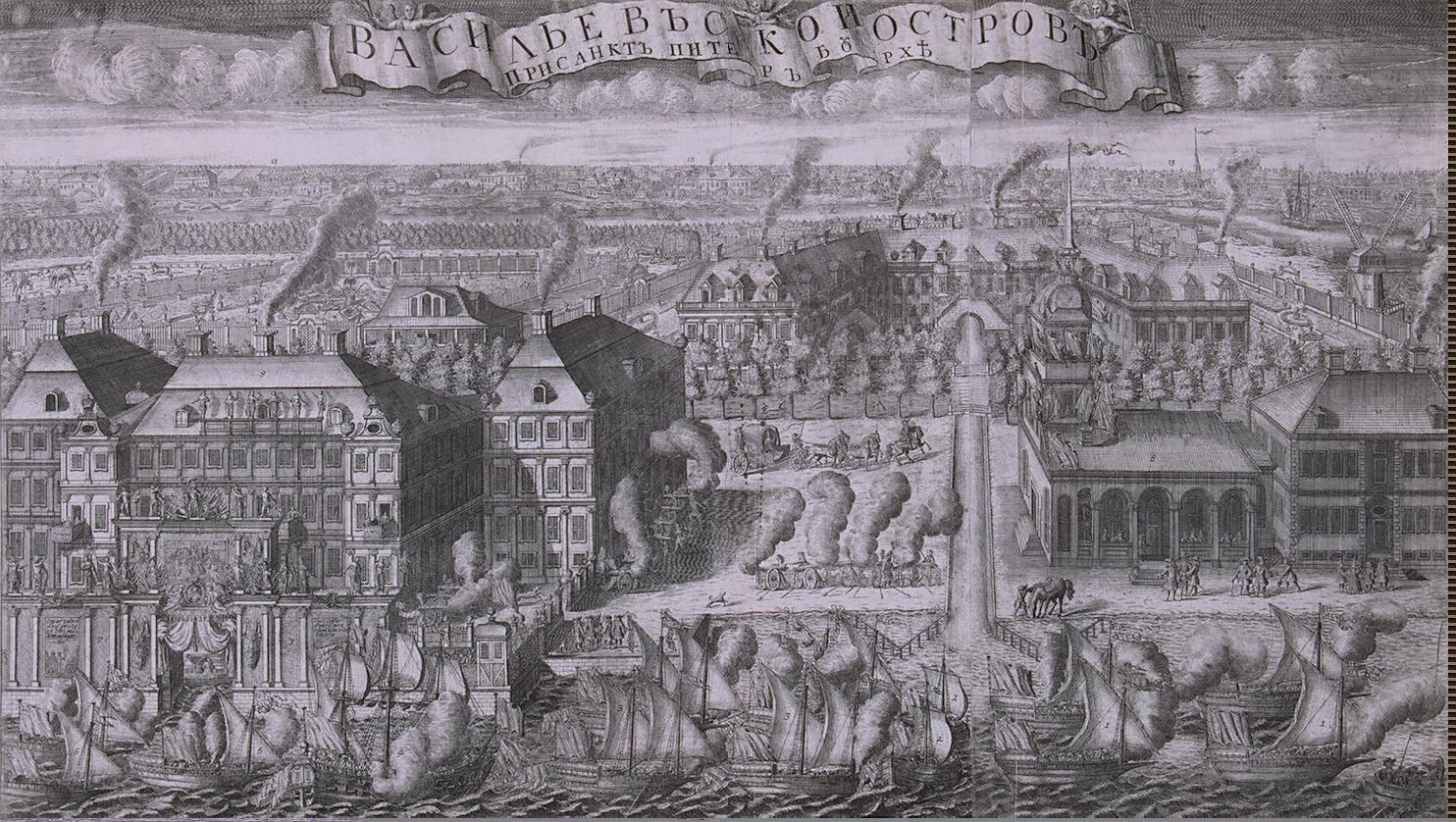
Офорт Зубова О.Ф. 1715 р. «Меншиковський палац», використаний художником в натюрмортах
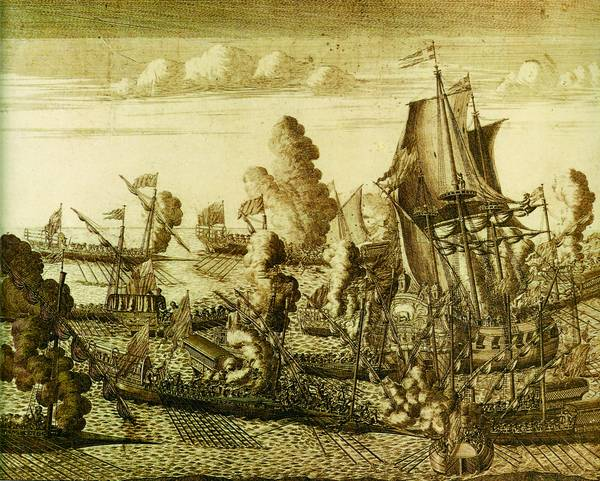
Офорт Зубова О.Ф. 1714 р.«Гангутська баталія», використаний художником в натюрмортах
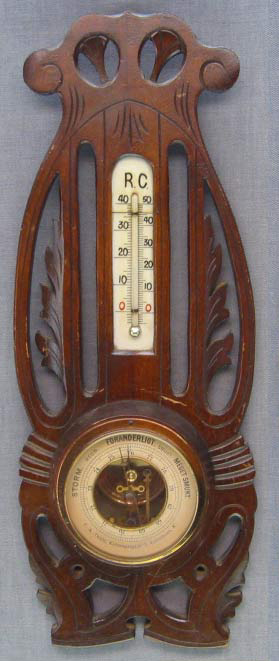
Прилади в рамах доби сецесії, які малював Смірнов
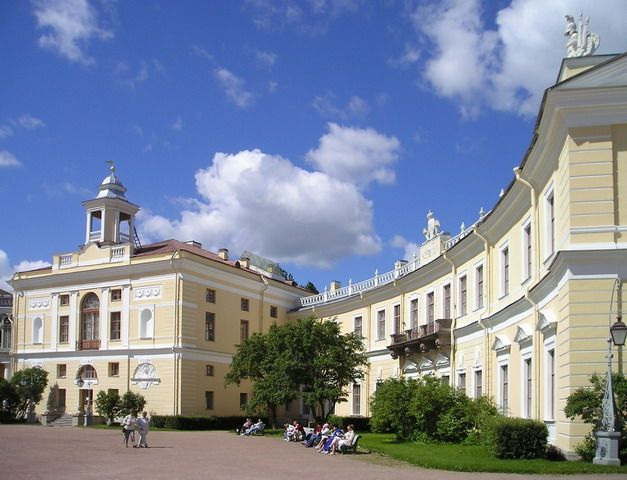
Павловськ, крило палацу 18 ст., де малював художник

## Вибрані твори
- «Петербург»
- «Спогади про Павловськ»
- «Пушкінські сторінки», 1978
- «Пам'яті Олександра Блока», 1979
- «Варіації на тему Великих географічних відкриттів»
- «Мотиви Персії»
- «Бісер»
- «Бабусині романси», 1983
- «Розбита лампада», 1984
- «Стародавні книги», 1986
- «Розіп'яті книги»
- «Віват, цар Петро Олексійович!»
- «Маскарад»
- «Лялька в рожевому»
- «Відображення», 1989
- «1812 рік»
- «Great Piter», 1990